# Петлінський Олександр Франкович
Олександр Франкович Петлінський — український громадський активіст та військовик, солдат Збройних сил України, учасник російсько-української війни, що відзначився під час російського вторгнення в Україну в 2022 році.

## Життєпис
Олександр Петлінський став добровольцем у 2014 року з початком АТО на сході України. Ніс військову службу в складі добровольчого батальйону «Айдар»: двічі був поранений. Після лікування повернувся у стрій. Наприкінці 2021 року перебував у навчальному центрі Старичі на Львівщині. Саме тоді він освоїв стрільбу з протитанкового ракетного комплексу Javelin на тренувальному засобі, макету ПЗРК. З початком повномасштабного російського вторгнення в Україну у складі 128-ї окремої гірсько-штурмової Закарпатської бригади вирушив із навчального центру до Запорізької області. До березня воював із гранатометом. Згодом отримав установку й три пробні ракети. Першого ж дня, під час бою на околиці села підірвав на відстані два з половиною кілометри ворожий танк Т-72, а, потім — БМП-3. Вцілілий танк відійшов, натомість наблизився МТЛБ — броньований гусеничний тягач із зенітно-артилерійською установкою. Але і його було знищено ракетою. Цього ж дня, приблизно через годину, резервними трьома ракетами знову поцілив у три одиниці техніки. За словами американських журналістів, які відвідали позиції, де служить Олександр Петлінський, для відслідковування використання зброї Javelin у гарячих точках України, назвали світовим рекордсменом. Пізніше президент США Джо Байден у своєму виступі назвав українським героєм.

## Родина
Дружина та 4-річний син.

## Нагороди
- орден «За мужність» III ступеня (2022) — за особисту мужність і самовіддані дії, виявлені у захисті державного суверенітету та територіальної цілісності України, вірність військовій присязі.